# Nonsuch (schip, 1650)

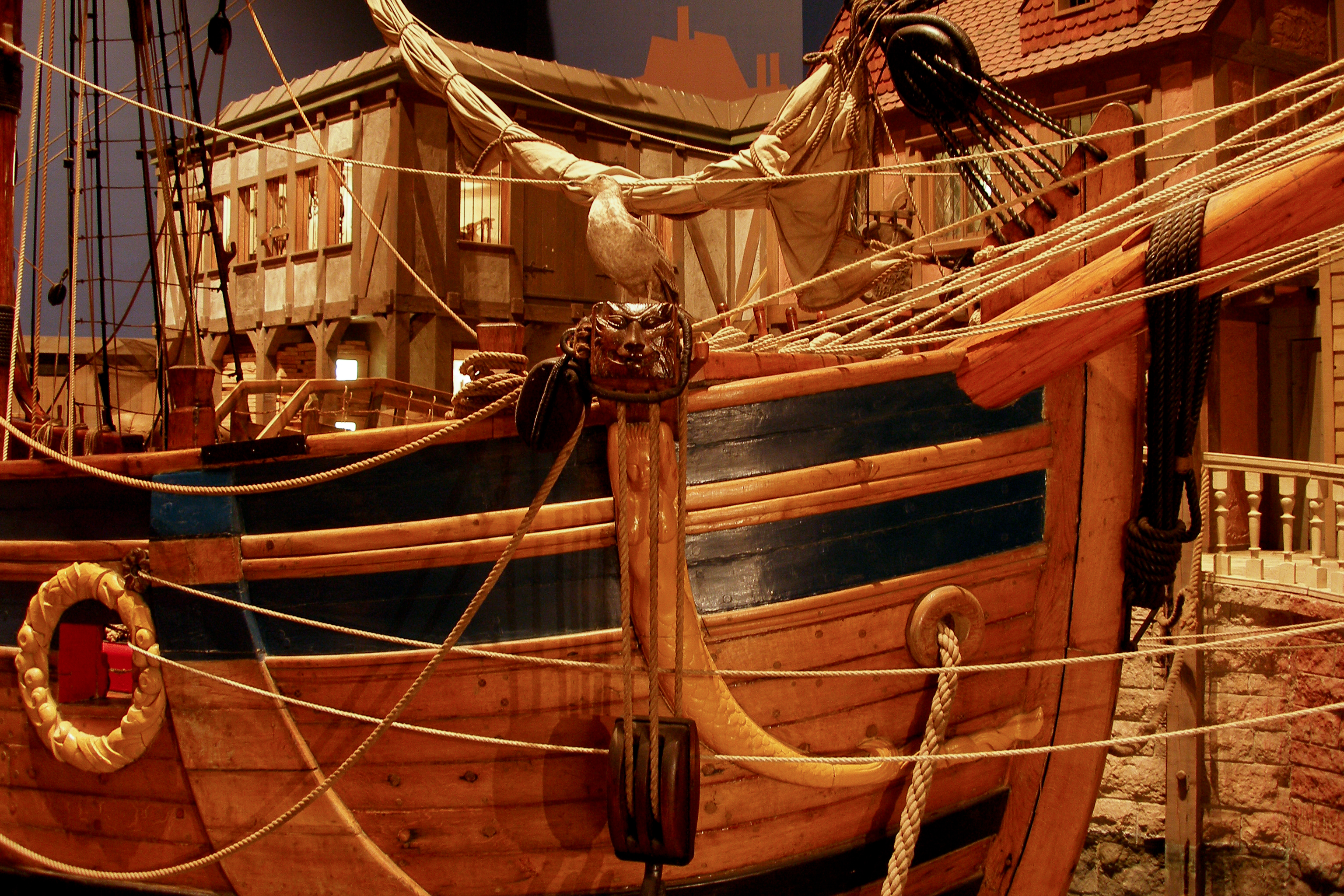
De Nonsuch tentoongesteld in het Manitoba Museum, in Winnipeg, Manitoba, Canada

De Nonsuch was een kitsgetuigd handelsvaartuig, wat betekent dat het twee masten had. Het schip had een laadvermogen van 43 ton en was met een lengte van 15,20 m en een breedte van 4,30 m kleiner dan de meeste handelsschepen van die tijd. Hierdoor was het beter geschikt voor het manoeuvreren door de rivieren van Noord-Canada. Een zeer goede replica is te bezichtigen in het Manitoba Museum of Man and Nature in Winnipeg.

## Geschiedenis
De Nonsuch werd gebouwd in 1650 in Wivenhoe, Essex. Eerst diende het als handelsschip, maar werd in 1654 verkocht als oorlogsschip met acht kanonnen. In 1659 werd de Nonsuch gekaapt, terwijl het een koopvaardijkits door het Het Kanaal escorteerde. Twee maanden later werd het schip heroverd door de Engelsen. Het werd gebruikt in de strijd tot 1667, toen het opnieuw verkocht werd. Deze keer werd het eigendom van sir William Warren en diende het opnieuw als koopvaardijschip voor het bedrijf Hudson's Bay Company, dat nu nog steeds bestaat.
Rond diezelfde tijd werd er een verbond gesloten tussen de Hurron-indianen, die toen in het gebied van de Grote Meren van Noord-Amerika woonden, en de Franse bonthandelaren Médard Chouart en Pierre Esprit Radisson. Dezen werden verslagen door de Irokezen, die zich geallieerd hadden met de Engelsen. Door deze nederlaag werd de handelsroute via de St. Lawrencerivier en de Grote Meren in het gedrang gebracht. De Fransen moesten op zoek naar een nieuwe route dat het bont van het binnenland naar de kust zou verschepen, zodat het vanaf daar naar Europa kon worden gebracht. Een alternatieve route werd gevonden via de Hudsonbaai maar bleek zeer moeilijk door de hoge belastingen, die niet gecompenseerd werden door de Franse regering. Daarom gingen de twee Franse handelaren op zoek naar steun aan het Engelse hof, dat toen geregeerd werd door koning Charles II (1660-1685).
In 1667 begon het Engelse bedrijf Hudson's Bay Company een samenwerking met de Franse bonthandelaren. En in 1668 zeilden de Nonsuch en de Eaglet, uitgeleend aan de onderneming door Charles II, uit de haven van Londen richting het Amerikaanse continent. Hun lading bestond uit zeeschelpkralen die werden gebruikt als ruilmiddel om te verhandelen in Noord-Amerika. Onderweg liep de Eaglet averij op en moest terugkeren naar Engeland met Radisson aan boord. De Nonsuch arriveerde wel in de Hudsonbaai en zeilde door naar de Jamesbaai, waar later een vestiging werd gebouwd door de onderneming. De Nonsuch werd gebruikt om handel te drijven met de indianen tot het in 1669 terugkeerde naar Engeland. De verdere levensloop van het schip is onbekend.